# John Atanasoff

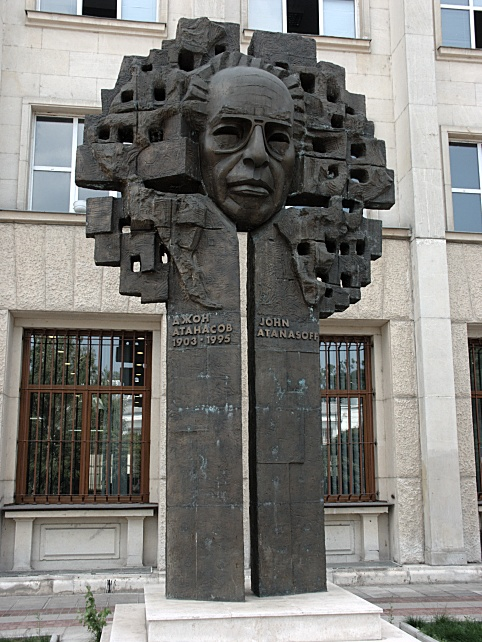
Monumento dedicado a John Atanasoff en Sofia, Bulgaria.

John Vincent Atanasoff (Hamilton, Nueva York, 4 de octubre de 1903 - Frederick, Maryland, 15 de junio de 1995) fue un destacado ingeniero electrónico estadounidense de origen búlgaro. Su trabajo fue fundamental para el desarrollo del ordenador digital moderno.
Atanasoff inventó el primer ordenador digital electrónico en la década de 1930 en el Universidad Estatal de Iowa, ahora conocido como Iowa State University. Las impugnaciones a su afirmación se resolvieron en 1973 cuando el juicio Honeywell contra Sperry Rand dictaminó que Atanasoff era el inventor del ordenador. Su máquina de propósito especial ha llegado a llamarse el Atanasoff Berry Computer.

## Primeros años y educación
Atanasoff nació el 4 de octubre de 1903 en Hamilton, Nueva York, hijo del ingeniero eléctrico Ivan Atanasoff y de Iva Lucena Purdy quien era profesora de matemáticas. El padre de John Atanasoff, era de origen búlgaro, nacido en 1876 en el pueblo de Boyadzhik, por entonces perteneciente al Imperio Otomano. En 1889, Ivan Atanasov emigró a los Estados Unidos con su tío. Ivan Atanasoff más tarde se convirtió en ingeniero eléctrico. Las ambiciones y las actividades intelectuales del joven Atanasoff fueron influenciadas en parte por sus padres, aprendió a usar una regla de cálculo, seguido rápidamente por el estudio de los logaritmos, y posteriormente completó la escuela secundaria en Mulberry High School en dos años. En 1925, John Atanasoff recibió su licenciatura en ingeniería eléctrica de la Universidad de Florida, y se graduó con calificaciones sobresalientes.
Continuó su educación en el Iowa State College y en 1926 obtuvo una maestría en matemáticas. Completó su educación formal en 1930 obteniendo un PhD. en física teórica de la Universidad de Wisconsin-Madison con su tesis, La constante dieléctrica de helio (The Dielectric Constant of Helium, en idioma inglés). Al finalizar su doctorado, Atanasoff aceptó una cátedra asistente en Iowa State College en matemáticas y física.

## Desarrollo del computador
En parte debido al trabajo pesado de usar la calculadora mecánica Monroe, que era la mejor herramienta disponible para él mientras escribía su tesis doctoral, Atanasoff comenzó a buscar métodos de cálculo más rápidos. En el estado de Iowa, Atanasoff investigó el uso de calculadoras esclavas Monroe y tabuladores IBM para problemas científicos, con los cuales controlaba el equipo Monroe utilizando la salida de un IBM. En 1936 inventó una calculadora analógica para analizar la geometría de la superficie. En este punto, estaba empujando los límites de lo que podían hacer los engranajes y la fina tolerancia mecánica requerida para una buena precisión lo empujó a considerar soluciones digitales.
Con una subvención de 650 dólares recibida en septiembre de 1939 y la asistencia de su estudiante graduado Clifford Berry, construyó el prototipo de la computadora Atanasoff Berry Computer (ABC) en noviembre de ese año. Según Atanasoff, varios principios operativos del ABC fueron concebidos por él durante el invierno de 1938, después de un viaje a Rock Island, Illinois.
Las ideas clave empleadas en el computador ABC incluyeron matemática binaria y lógica booleana para resolver hasta 29 ecuaciones lineales simultáneas. El ABC no tenía una unidad central de procesamiento (CPU), pero fue diseñado como un dispositivo electrónico que utilizaba tubos de vacío para la computación digital. También tenía memoria de condensador regenerativo que funcionaba mediante un proceso similar al que se usa hoy en las memorias DRAM.

## El enredo de la propiedad intelectual

### Atanasoff conoce a Mauchl
John Atanasoff conoció a John Mauchly en la reunión de diciembre de 1940 de la American Association for the Advancement of Science celebrada en Filadelfia, donde Mauchly realizaba una demostración de su Analizador Armónico la cual era una calculadora analógica para el análisis de datos meteorológicos. Atanosoff habló a Mauchly sobre su computadora ABC y le invitó a verla en funcionamiento. Durante ese mismo viaje a Filadelfia, Atanasoff y Berry visitaron la oficina de patentes en Washington, donde su investigación les aseguró que los conceptos en los que se basaba su máquina eran nuevos. El 15 de enero de 1941, un artículo aparecido en el periódico Des Moines Register hablaba del computador ABC como "una máquina de computación electrónica" con más de 300 tubos de vacío que podía "calcular complicadas ecuaciones algebraicas". En junio de 1941 Mauchly visitó a Atanasoff en Ames, Iowa para ver el ABC. Durante esos cuatro días como invitado de Atanasoff, Mauchly discutió minuciosamente el prototipo del ABC, lo examinó, y revisó el diseño manuscrito de Atanasoff en detalle. Antes de esta visita, Mauchly no había propuesto el diseño de un computador digital. En septiembre de 1942 Atanasoff abandonó el Iowa State College por un puesto en el Naval Ordnance Laboratory en Washington D. C. Confió la solicitud de la patente del ABC a los administradores del Iowa State College, pero la solicitud nunca fue realizada. Mauchly visitó a Atanasoff en múltiples ocasiones en Washington durante 1943 y discutieron teorías de computación, pero no mencionó que estaba trabajando en un proyecto para la construcción de un computador. El trabajo personal de Mauchly, como él mismo dijo, era demasiado secreto para ser revelado. La construcción del computador ENIAC de John Mauchly con la ayuda de John Presper Eckert entre 1943 y 1946, el primer computador de Turing, suscitó la controversia sobre quién era el verdadero inventor del computador moderno.

### Disputa sobre la patente
La disputa sobre los derechos de la patente desembocaron en un pleito el 26 de mayo de 1967 de Honeywell Inc. contra la patente del ENIAC, defendida por Sperry Rand en nombre de Mauchly y Eckert en el juzgado del distrito de Mineápolis, Minnesota. El proceso, uno de los más largos y costosos en los juzgados federales en su tiempo, comenzó el 1 de junio de 1971 y duró hasta el 13 de marzo de 1972, y contó con 77 testigos. Fue legalmente resuelto el viernes 19 de octubre de 1973, cuando el juez de distrito Earl R. Larson declaró inválida la patente, dictaminando que el ENIAC había heredado muchas ideas clave del Atanasoff Berry Computer. El juez Larson dijo textualmente, "Eckert y Mauchly no inventaron ellos solos el primer computador electrónico, sino que partieron desde uno del Dr. John Vincent Atanasoff". La decisión en Honeywell Inc. contra Sperry Rand Corp. et al. fue también corroborada que no hubo apelación. Pero el veredicto fue poco publicitado en su tiempo, quizás porque quedó ensombrecido por el caso Watergate. A pesar de la reivindicación de Atanasoff, su victoria no fue completa ya que el ENIAC, y no el ABC, continúa siendo considerado el primer computador moderno.

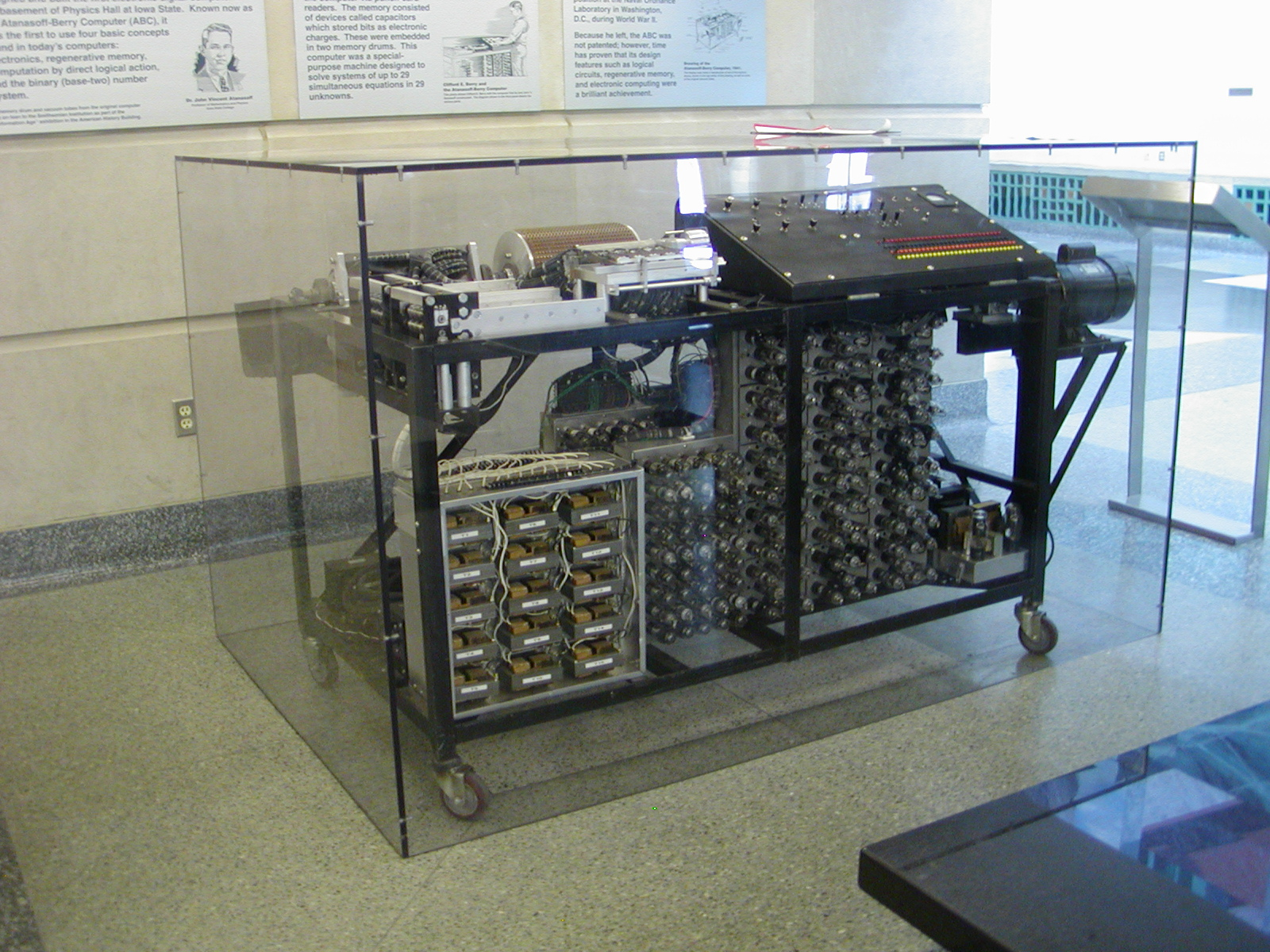
Réplica de 1997 del computador Atanasoff-Berry, Durham Center, Iowa State University

## Después de la guerra
Tras terminar la Segunda Guerra Mundial Atanasoff continuó trabajando para el gobierno y desarrolló sismógrafos y microbarómetros especializados en la detección de explosiones a larga distancia. En 1952 fundó y dirigió la Ordnance Engineering Corporation. En 1956 vendió su compañía a la Aerojet General Corporation y se convirtió en el presidente de su división atlántica. El ABC se convirtió en un simple recuerdo. No fue hasta 1954 cuando se escucharon rumores de que algunas de sus ideas habían sido "tomadas prestadas". La patente del ENIAC fue solicitada en 1947 pero no fue concedida hasta 1964. En 1961 Atanasoff fundó otra empresa, Cybernetics Incorporated. Solo se involucró gradualmente en la disputa legal viendo el rápido crecimiento de las compañías de ordenadores. Siguiendo a la resolución de la patente, Atanasoff fue afectuosamente reconocido por el Iowa State College, que se había convertido en la Iowa State University, después llegaron más premios. Se retiró en Maryland y murió en 1995. John Mauchly, Presper Eckert, y sus familias nunca admitieron ninguna conducta incorrecta.

## Honores y distinciones
Ivan, padre de Atanasoff, había emigrado en 1889 desde Bulgaria con 13 años. En 1970 Atanasoff fue invitado a Bulgaria por la Bulgarian Academy of Sciences para que el gobierno búlgaro le otorgara, en 1970, la orden "Cyril and Methodius" al mérito de primera clase. Estaba orgulloso porque Bulgaria fue el primer país en reconocer su trabajo y siempre enfatizaba en sus raíces búlgaras. En 1981 recibió la "Computer Pioneer Medal" otorgada por el "Institute of Electrical and Electronics Engineers" (IEEE). El Atanasoff Hall, un edificio de informática en el campus de la Iowa State University, recibe su nombre en su honor. Finalmente, en 1990, el presidente George H. W. Bush premió a Atanasoff con la 'United States National Medal of Technology'. Recibió otras distinciones, entre ellas:
- U.S. Navy Distinguished Service Award (1945)
- Citation, Seismological Society of America (1947)
- Citation, Admiral, Bureau of Ordnance (1947)
- Cosmos Club membership (1947)
- Order of Cyril and Methodius (1970)
- Doctor of Science (hon.) University of Florida (1974)
- Honorary membership, Society for Computer Medicine (1974)
- Iowa Inventors Hall of Fame (1978)
- Iowa Governor's Science Medal (1985)
- Order of Bulgaria, First Class Award (1985)
- Computing Appreciation Award, EDUCOM (1985)
- Holley Medal, American Society of Mechanical Engineers (1985)
- Coors American Ingenuity Award (1986)
- Doctor en Ciencias (hon.) University of Wisconsin (1987)

Instituciones nombradas en honor a Atanasoff
- La Escuela Técnica John Atanasoff en Plovdiv, Bulgaria, rama de la Universidad Técnica de Sofía.[7]